# Station Pustynia
Station Pustynia is een spoorwegstation in de Poolse plaats Pustynia.